# 補助機関車

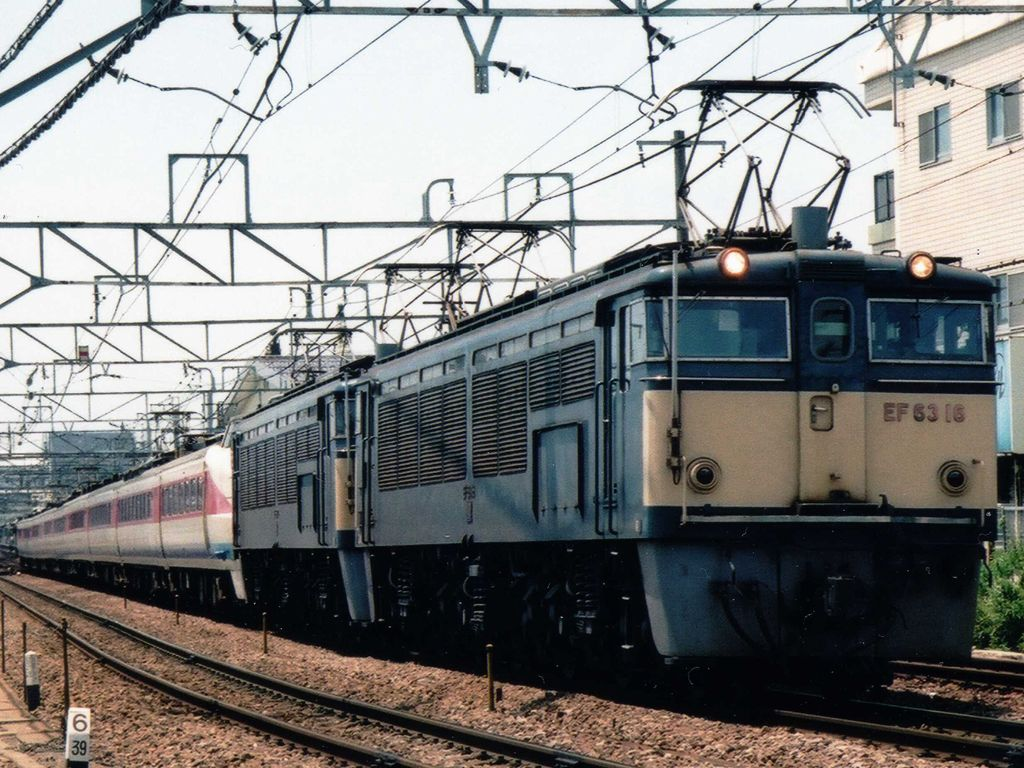
補機専用機関車のEF63形における協調運転の例

補助機関車（ほじょきかんしゃ）とは、鉄道において列車の運転の補助のために連結される機関車のことで、略して補機（ほき）ともいう。

## 概要
牽引力を増すために連結される機関車や、急勾配区間などで、その区間を列車が上り下りするための補助（牽引力、制動力の増加）をする機関車のことをいう。なお、補機に補助されて列車を牽引する機関車のことを本務機関車（本務機）という。また、機関車による牽引が必須な客車列車や貨物列車ばかりでなく、動力分散方式の電車や気動車による列車であっても、補機が連結される場合がある。補機専用機関車の中には、日本のEF63形のように電車と協調運転を行うことができるものもあった。
補機は連結位置により、列車の前方に連結される機関車を前部補機（前補機）、列車の後方に連結される機関車を後部補機（後補機）と呼ぶ。編成の中間部に連結されることもある。補機の連結位置については、列車が運転される鉄道路線の事情や機関車の性能（機能）によって異なる。前部補機の場合は本務機の前方に連結される。ただし、例外的に機関車運用上の理由から本務機の次位に連結される場合もある。
蒸気機関車牽引列車（SL列車）の場合、補助を目的としてだけでなく蒸気機関車 (SL) の保護を目的に連結・運用される場合もある。

## 運転
2両以上の動力車が連結されるので、両車の間で協調運転が行われる。それぞれの機関車（補助される側が電車・気動車の場合は、その先頭の制御車）に運転士が乗り込み、汽笛等の合図により一斉操作するなど手動で協調運転を行っていた。電気機関車やディーゼル機関車では、2両以上の機関車を一括制御する機能（重連総括制御装置）を備えている場合もある。この場合は、機関車間に有線や無線の制御回路を引き通す必要があるが、運転士は先頭の機関車のみに乗務すればよいため、人件費の削減が可能になる。
補機の連結解放は、基本的に駅などの停車場に停車して行われるが、解放に関しては時間を節約するために走行中解放を行う例もある。連結器の解放錠を操作した上で補機のみが減速するだけでよく、あまり難しくないこともあって、古くからこうした事例は多い。日本においては、特急「燕」の運転開始にあたり、箱根越え（現・御殿場線）の勾配区間で連結される補機を、御殿場駅構内で走行中に解放を行ったなどの事例があり、山陽本線の八本松 - 瀬野間（瀬野八）では、2002年（平成14年）3月まで、EF67形が八本松駅構内で走行中解放を行っていた。

## 補機専用機
本務機との間で協調運転を行うため、補機も本務機と同じ性能を持った機関車が当てられることが多く、異形式や異車種による重連運転は少数である。
特定の区間で補機として運用される機関車であっても、運用の効率化のため基本形式に補機運用に必要な装備を付加して使用する例が多く、補機専用形式が充当される例は多くない。いずれも使用線区に特化した装備を備えている。
以下に日本で使用されている（使用された）補機専用形式（区分番台）を記す。
- 国鉄EF16形電気機関車（上越線水上 - 石打間および板谷峠）
- 国鉄EF59形電気機関車（瀬野八）
- 国鉄EF61形電気機関車（200番台）（瀬野八）
- 国鉄EF63形電気機関車（碓氷峠）
- 国鉄EF64形電気機関車（0番台）（板谷峠）
- 国鉄EF67形電気機関車（瀬野八）
- 国鉄ED79形電気機関車（100番台）（青函トンネル）
- 国鉄EF71形電気機関車（板谷峠）
- 大井川鐵道ED90形電気機関車（井川線・アプト式）
- JR貨物EF210形電気機関車（300番台）（瀬野八・梅田貨物線（大阪駅うめきた地下ホーム））
- 大井川鐵道ED500形電気機関車（大井川本線）